# Roberto Irañeta
Roberto Luis Irañeta (ur. 21 marca 1915, zm. 1993) – piłkarz argentyński, napastnik (lewoskrzydłowy).
Jako piłkarz klubu Gimnasia y Esgrima Mendoza był w kadrze reprezentacji Argentyny w finałach mistrzostw świata w 1934 roku, gdzie Argentyna odpadła już w pierwszej rundzie. Zagrał w jedynym meczu ze Szwecją. Irañeta był najmłodszym zawodnikiem finałów mistrzostw świata z 1934 oraz wciąż jest najmłodszym Argentyńczykiem w historii tej imprezy.